# Empis spitzeri
Empis spitzeri är en tvåvingeart som beskrevs av Chvala 1977. Empis spitzeri ingår i släktet Empis och familjen dansflugor. Inga underarter finns listade i Catalogue of Life.